# Hassi Mameche
Hassi Mameche là một đô thị thuộc tỉnh Mostaganem, Algérie. Dân số thời điểm năm 2002 là 21.778 người.